# Crocidura phaeura
Crocidura phaeura är en däggdjursart som beskrevs av Wilfred Hudson Osgood 1936. Crocidura phaeura ingår i släktet Crocidura och familjen näbbmöss. IUCN kategoriserar arten globalt som starkt hotad. Inga underarter finns listade i Catalogue of Life.
Denna näbbmus är bara känd från några områden på Etiopiens högplatå. Utbredningsområdet ligger 1100 till 2400 meter över havet. Arten lever i galleriskogar.